# Xian de Yongshan
Le xian de Yongshan (永善县 ; pinyin : Yǒngshàn Xi'àn) est un district administratif de la province du Yunnan en Chine. Il est placé sous la juridiction de la ville-préfecture de Zhaotong.

## Démographie
La population du district était de 387 417 habitants en 1999.